# غويندولين سبنسر
غويندولين سبنسر (بالإنجليزية: Gwendolyn Spencer)‏ هي قابلة وممرضة جامايكية، ولدت في 26 أكتوبر 1916 في كينغستون في جامايكا، وتوفيت في 20 أغسطس 2015 في أبرشية كينغستون ‏ في جامايكا.